# Forchbahn
La Forchbahn è una linea ferroviaria a scartamento metrico della Svizzera. La ferrovia, popolarmente nota con il nomignolo Frieda, fa parte della rete celere di Zurigo, di cui costituisce la linea S18.

## Storia[2]
Sin dal 1836 Zurigo ed Esslingen erano collegate tramite diligenze a cavalli; nel marzo 1905 fu inaugurato in sua sostituzione un servizio di autobus, che ben presto dimostrò i suoi limiti; il 20 giugno 1910 si costituì la società Forchbahn AG (FB) per costruire una linea ferroviaria tra le due località, aperta all'esercizio il 29 novembre 1912.
A partire dalla fine degli anni Quaranta la linea si ammodernò, con l'introduzione di nuovi rotabili per il traffico pendolare; altri mezzi furono acquisiti nel 1966, mentre tra il 1965 e il 1970 furono ricostruite la stazione e il deposito di Forch e fu costruito un tunnel (lungo 282 metri) per sottopassare l'A52. Una votazione popolare nel dicembre 1971 decise per l'interramento della ferrovia nel centro di Zumikon: nell'aprile di due anni dopo iniziarono i lavori per una galleria, lunga 1758 metri e con due fermate intermedie, terminati nel 1976.
Sempre nel 1976 si introdusse il cadenzamento dei treni (uno ogni 15 minuti) ed entrarono in servizio nuovi convogli. Nel 1990 è cessato il servizio merci.

## Caratteristiche
La linea, a scartamento metrico, è lunga 16,407 km, di cui i primi 3,347 sono condivisi con le tranvie urbane zurighesi; 5,759 km sono a doppio binario. La linea è elettrificata in corrente continua a 600 V nel tratto condiviso con le linee urbane, e a 1200 V nella restante parte. La pendenza massima è del 69 per mille 
.

### Percorso
| Unknown route-map component "uCONTg" |

| Urban station on track |

| Urban stop on track |

|  | Unknown route-map component "uABZgl" | Unknown route-map component "uCONTfq" |

| Urban stop on track |

| Urban stop on track |

| Unknown route-map component "umSWBHF" |

| Stop on track |

| Stop on track |

| Stop on track |

| Stop on track |

| Unknown route-map component "tSTRa" |

| Unknown route-map component "tHST" |

| Unknown route-map component "tHST" |

| Unknown route-map component "tSTRe" |

| Stop on track |

| Station on track |

| Enter and exit short tunnel |

| Stop on track |

| Stop on track |

| Stop on track |

| Stop on track |

| Stop on track |

| Stop on track |

| Unknown route-map component "BS2+l" | Unknown route-map component "eBS2+r" |

| End station | Unknown route-map component "exSTR" |

| Unknown route-map component "uexCONTgq" | Unknown route-map component "exmABZg+r" |

|  | Unknown route-map component "exBHF" |

|  |  | Unknown route-map component "uexSTRl" | Unknown route-map component "uexCONTfq" |

La linea parte nei pressi della stazione ferroviaria di Zurigo Stadelhofen, e condivide con le tranvie urbane la tratta fino a Rehalp. Da lì in avanti prosegue in sede propria attraversando Zollikon, mentre Zumikon è attraversata in galleria. Si giunge quindi a Küsnacht, che ospita (in località Forch) il deposito della linea. Transitati per Maur, si arriva infine ad Egg, terminando la corsa ad Esslingen.
Nei pressi del vecchio capolinea di Esslingen (rimpiazzato da uno nuovo inaugurato il 6 maggio 1995) si trovava una fermata della Uster-Oetwil-Bahn, attiva tra il 1909 e il 1949.
Il percorso tra i due capolinea, che nel 1912 durava 67 minuti, nel 2017 è compiuto in 35 minuti (30 minuti per i convogli diretti).

## Materiale rotabile
La dotazione d'origine della linea era costituita da cinque elettromotrici a due assi (CFe 2/2 1÷5) con vano bagagliaio, costruite appositamente per la Forchbahn dalla Schlieren con parte elettrica Oerlikon; nel 1915 fu acquisita una sesta motrice (CFe 2/2 6), trasformata nel 1935 a tre assi di cui solo due motori, realizzata da Schlieren, Oerlikon e SLM
. Nel 1932 furono rilevate dalla cessata Limmattal-Strassenbahn due elettromotrici a due assi che, previa installazione del freno ad aria compressa Knorr, furono immatricolate come Ce 2/2 7÷8. Due nuove elettromotrici a carrelli (BDe 4/4 9÷10) vennero acquistate nel 1948; altre sei (BDe 4/4 11÷16) furono fornite tra il 1959 e il 1966.
Nuovi rotabili entrarono in servizio a partire dal 1976: la serie Be 8/8, derivata dal Tram 2000 della Verkehrsbetriebe Zürich e fornita in più lotti sino al 1986. Sempre derivate dal Tram 2000 sono le 8 unità della serie Be 4/4 costruite nel 1994. Gli ultimi rotabili ad entrare in servizio sulla Forchbahn sono gli Stadler Tango serie Be 4/6 61÷73, in servizio dal 2004 e accoppiabili in comando multiplo.
Le elettromotrici BDe 4/4 11÷16, insieme alle rimorchiate pilota Bt 101÷108, sono state vendute in Madagascar nel 2004.

### Materiale motore - prospetto di sintesi
| Unità              | Anno di costruzione | Costruttore | Note |
| ------------------ | ------------------- | ----------- | --- |
| CFe 2/2 1÷5        | 1912                | SWS-MFO     | riclassificate BFe 2/2 nel 1956, BDe 2/2 nel 1962; 1 radiata nel 1959, 2 radiata nel 1960, 3 radiata nel 1970, 4 rotabile storico dal 1987, 5 radiata nel 1983 |
| CFe 2/2 6          | 1915                | SWS-MFO     | ricostruita nel 1935 e riclassificata CFe 2/3, BFe 2/3 dal 1956, BDe 2/3 dal 1962, radiata nel 1983                                                            |
| Ce 2/2 7÷8         | 1900                | SWS-BBC     | ex rete tranviaria di Zurigo, acquistate nel 1933, radiate tra 1957 e 1968                                                                                     |
| CFe 4/4 9÷10       | 1948                | SWS-MFO     | riclassificate BFe 4/4 nel 1956, BDe 4/4 nel 1962; 9 ricostruita nel 1982 come rotabile di servizio Xe 4/4, 10 rotabile storico dal 1994                       |
| BFe 4/4 11÷14      | 1959                | SWS-MFO     | riclassificate BDe 4/4 nel 1962; cedute in Madagascar nel 2005                                                                                                 |
| BDe 4/4 15÷16      | 1966                | SWS-MFO     | cedute in Madagascar nel 2004 |
| Be 8/8 21/22÷25/26 | 1976                | SWS-SWP-MFO | tipo Tram 2000 |
| Be 8/8 27/28÷29/30 | 1981                | SWS-SWP-BBC | tipo Tram 2000 |
| Be 8/8 31/32       | 1986                | SWS-SIG-BBC | tipo Tram 2000 |
| Be 4/4 51÷58       | 1994                | SWG-SIG-ABB | tipo Tram 2000 |
| Be 4/6 61÷73       | 2004                | Stadler     | tipo Tango |